# جون واتسون (لاعب كريكت أسترالي)
جون واتسون (29 مارس 1828 في أستراليا - 26 يونيو 1920 في أستراليا) (بالإنجليزية: John Watson)‏ هو لاعب كريكت أسترالي. لعب مع فريق تسمانيا للكريكت.

## وصلات خارجية
- جون واتسون على موقع إي آس بي آن كريك إنفو (الإنجليزية)